# Của Caesar, trả về Caesar; của Thiên Chúa, trả về Thiên Chúa
"Của Caesar, trả về Caesar; của Thiên Chúa, trả về Thiên Chúa" là một câu nói của Chúa Giêsu được tường thuật trong Phúc Âm Nhất Lãm khi ông dùng nó để trả lời cho câu hỏi của người Pharisêu rằng người Do Thái có được phép nộp thuế cho Caesar không? Câu nói này trở thành điều được trích dẫn rộng rãi khi đề cập đến mối quan hệ giữa Kitô giáo và chính quyền thế tục là mối quan hệ tách biệt giữa thần quyền và thế quyền. 

## Câu chuyện
Phúc Âm Mátthêu 22:15-22 tường thuật:
Bấy giờ những người Pharisêu đi bàn bạc với nhau, tìm cách làm cho Đức Giêsu phải lỡ lời mà mắc bẫy. Họ sai các môn đệ của họ cùng đi với những người phe Hêrôđê, đến nói với Đức Giêsu rằng: "Thưa Thầy, chúng tôi biết Thầy là người chân thật và cứ sự thật mà dạy đường lối của Thiên Chúa. Thầy cũng chẳng vị nể ai, vì Thầy không cứ bề ngoài mà đánh giá người ta. Vậy xin Thầy cho biết ý kiến: có được phép nộp thuế cho Caesar hay không?"
Nhưng Đức Giêsu biết họ có ác ý, nên Người nói: "Tại sao các người lại thử tôi, hỡi những kẻ giả hình! Cho tôi xem đồng tiền nộp thuế!" Họ liền đưa cho Người một quan tiền. Người hỏi họ: "Hình và danh hiệu này là của ai đây? " Họ đáp: "Của Caesar." Bấy giờ, Người bảo họ: "Thế thì của Caesar, trả về Caesar; của Thiên Chúa, trả về Thiên Chúa." Nghe vậy, họ ngạc nhiên và để Người lại đó mà đi.
Cái bẫy của những người đặt câu hỏi là: Nếu Giêsu trả lời phải nộp thuế theo Lề Luật, những người Pharisêu sẽ tố ông là kẻ phản bội lại đồng bào Do Thái, nhưng nếu Giêsu nói không được nộp thuế, thì họ sẽ tố cáo ông là kẻ phản lại Đế quốc Roma.
Câu nói này đã được nhiều học giả trích dẫn khi đề cập đến mối quan hệ giữa Kitô giáo và chính trị, đặc biệt là ở góc độ tách biệt giáo hội khỏi nhà nước. Chúa Giêsu từng trả lời Pontius Pilate về bản chất vương quốc của ông là: "Nước tôi không thuộc về thế gian này. Nếu Nước tôi thuộc về thế gian này, thuộc hạ của tôi đã chiến đấu không để tôi bị nộp cho người Do Thái. Nhưng nay, Nước tôi không thuộc chốn này." (Phúc Âm Gioan 18:36); tức là, nền giáo lý của ông hướng về một xã hội vô hình, linh thánh (tức là Hội Thánh), không tồn tại trên thế gian này nhằm có ý tách biệt khỏi thể chế chính trị trần thế.